# Grand Prix du Morbihan 2024
La 47e édition du Grand Prix du Morbihan (anciennement : Grand Prix de Plumelec-Morbihan) a lieu le 4 mai 2024. La course est une épreuve du calendrier UCI ProSeries 2024 en catégorie 1.Pro (deuxième niveau mondial). 
Cette course est aussi inscrite au calendrier de la Coupe de France en tant que 9e manche de l'édition 2024.
Le coureur de l'équipe Decathlon-AG2R Benoît Cosnefroy s'impose au sprint pour la seconde fois (après 2019) devant Axel Zingle (Cofidis) et Arnaud De Lie (Lotto Dstny). 

## Présentation

### Parcours
Le départ a lieu dans la ville de Josselin et l'arrivée est jugée à Plumelec après 196,4 km. Le tracé comporte 65,5 km en ligne suivis par 5 grands tours puis par 8 petits tours autour de Plumelec.

### Équipes participantes
Le Grand Prix du Morbihan est classée en catégorie 1.Pro du circuit  UCI ProSeries. Par conséquent, la course est ouverte aux équipes UCI WorldTeam dans la limite de 70 % des équipes participantes, aux équipes continentales professionnelles, aux équipes continentales et aux équipes nationales.
Dix-sept équipes participent au Grand Prix du Morbihan: cinq WorldTeams, huit ProTeams et quatre équipes continentales, pour un total de 130 coureurs :
| WorldTeams (5)- Arkéa-B&B Hotels - Cofidis - Groupama-FDJ - Decathlon-AG2R La Mondiale - Team dsm-firmenich PostNL ProTeams (8)- Equipo Kern Pharma - Caja Rural-Seguros RGA - TotalEnergies - Euskaltel-Euskadi - Bingoal WB - Uno-X Mobility - Q36.5 Pro Cycling Team - Lotto Dstny Équipes continentales (4)- Nice Métropole Côte d'Azur - Van Rysel-Roubaix - CIC U Nantes Atlantique - Saint Michel-Mavic-Auber 93 |
| |

### Principaux coureurs présents
Les deux derniers vainqueurs du Grand Prix du Morbihan Arnaud De Lie et Julien Simon sont au départ de l'édition 2024. Face à eux, deux autres favoris au profil puncheur sont au départ : Benoît Cosnefroy, qui a remporté la 6e manche de la Coupe de France et Axel Zingle.

### Diffusion
Le Grand Prix du Morbihan sera diffusé sur France 3 Bretagne.

## Déroulement de la course
Le coureur de l'équipe Decathlon-AG2R Benoît Cosnefroy s'impose au sprint pour la seconde fois (après 2019) devant Axel Zingle et Arnaud De Lie.

## Classement final
| \| Classement général \| Classement général \| Classement général \| Classement général \| Classement général \| \| Coureur \| Coureur \| Pays \| Équipe \| Temps \| \| ------------------ \| -------------------- \| ------------------ \| -------------------------- \| ------------------ \| \| 1er \| Benoît Cosnefroy \| France \| Decathlon-AG2R La Mondiale \| 4 h 51 min 20 s \| \| 2e \| Axel Zingle \| France \| Cofidis \| + 0 s \| \| 3e \| Arnaud De Lie \| Belgique \| Lotto Dstny \| + 0 s \| \| 4e \| Clément Venturini \| France \| Arkéa-B&B Hotels \| + 0 s \| \| 5e \| Fredrik Dversnes \| Norvège \| Uno-X Mobility \| + 0 s \| \| 6e \| Luca Van Boven \| Belgique \| Bingoal WB \| + 0 s \| \| 7e \| Vincenzo Albanese \| Italie \| Arkéa-B&B Hotels \| + 0 s \| \| 8e \| Odd Christian Eiking \| Norvège \| Uno-X Mobility \| + 0 s \| \| 9e \| Xabier Berasategi \| Espagne \| Euskaltel-Euskadi \| + 0 s \| \| 10e \| David González López \| Espagne \| Caja Rural-Seguros RGA \| + 0 s \| |                      |          |                            |                 |
| |                      |          |                            |                 |
| Source : ProCyclingStats |                      |          |                            |                 |
| Classement général |                      |          |                            |                 |
| Coureur | Coureur              | Pays     | Équipe                     | Temps           |
| 1er | Benoît Cosnefroy     | France   | Decathlon-AG2R La Mondiale | 4 h 51 min 20 s |
| 2e | Axel Zingle          | France   | Cofidis                    | + 0 s           |
| 3e | Arnaud De Lie        | Belgique | Lotto Dstny                | + 0 s           |
| 4e | Clément Venturini    | France   | Arkéa-B&B Hotels           | + 0 s           |
| 5e | Fredrik Dversnes     | Norvège  | Uno-X Mobility             | + 0 s           |
| 6e | Luca Van Boven       | Belgique | Bingoal WB                 | + 0 s           |
| 7e | Vincenzo Albanese    | Italie   | Arkéa-B&B Hotels           | + 0 s           |
| 8e | Odd Christian Eiking | Norvège  | Uno-X Mobility             | + 0 s           |
| 9e | Xabier Berasategi    | Espagne  | Euskaltel-Euskadi          | + 0 s           |
| 10e | David González López | Espagne  | Caja Rural-Seguros RGA     | + 0 s           |

## Classements et prix annexes
- Classement des sprints intermédiaires :
- Meilleur breton et morbihannais :

### Classement UCI
Les points sont attribués au Classement mondial UCI 2024 selon le barème suivant.
| Position           | 1er | 2e  | 3e  | 4e  | 5e | 6e | 7e | 8e | 9e | 10e | 11e | 12e | 13e | 14e | 15e | 16e à 30e | 31e à 40e |
| Classement général | 200 | 150 | 125 | 100 | 85 | 70 | 60 | 50 | 40 | 35  | 30  | 25  | 20  | 15  | 10  | 5         | 3         |

### Classements Coupe de France
L'ordre d'arrivée de l'épreuve détermine le nombre de points attribués pour le classement général individuel de la Coupe de France 2024.
| Position | 1er | 2e | 3e | 4e | 5e | 6e | 7e | 8e | 9e | 10e | 11e | 12e | 13e | 14e | 15e |
| Points   | 50  | 35 | 25 | 20 | 18 | 16 | 14 | 12 | 10 | 8   | 6   | 5   | 3   | 3   | 3   |

Le classement par équipes de la Coupe de France est établi de la manière suivante : on additionne les places des trois premiers coureurs pour définir le score de chaque équipe. Puis les équipes sont classées par score décroissant. L'équipe avec le total le plus faible sera la première et recevra 12 points au classement des équipes, jusqu'à la neuvième équipe qui marquera deux points. Seules les équipes françaises marquent des points.
| Position | 1re | 2e | 3e | 4e | 5e | 6e | 7e | 8e | 9e |
| Points   | 12  | 9  | 8  | 7  | 6  | 5  | 4  | 3  | 2  |

## Liste des participants
| Légende | Légende                                                                    | Légende | Légende                                                    |
| ------- | -------------------------------------------------------------------------- | ------- | ---------------------------------------------------------- |
| Num     | Dossard de départ porté par le coureur sur le Grand Prix du Morbihan       | Pos     | Position à l'arrivée de la course                          |
|         | Indique un maillot de champion national ou mondial, suivi de sa spécialité | NP      | Indique un coureur qui n'a pas pris le départ de la course |
| AB      | Indique un coureur qui n'a pas terminé la course                           | HD      | Indique un coureur qui a terminé la course hors des délais |
| DSQ     | Indique un coureur qui a été disqualifié de la course                      |         |                                                            |

| Lotto Dstny LTD | Lotto Dstny LTD          | Lotto Dstny LTD |
| --------------- | ------------------------ | --------------- |
| Num             | Coureur                  | Pos             |
| 1               | Arnaud De Lie (BEL)      | 3e              |
| 2               | Jasper De Buyst (BEL)    | 112e            |
| 3               | Sébastien Grignard (BEL) | 105e            |
| 4               | Alec Segaert (BEL)       | 113e            |
| 5               | Liam Slock (BEL)         | 53e             |
| 6               | Lionel Taminiaux (BEL)   | 114e            |
| 7               | Brent Van Moer (BEL)     | 71e             |

| Arkéa-B&B Hotels ARK | Arkéa-B&B Hotels ARK          | Arkéa-B&B Hotels ARK |
| -------------------- | ----------------------------- | -------------------- |
| Num                  | Coureur                       | Pos                  |
| 11                   | Vincenzo Albanese (ITA)       | 7e                   |
| 12                   | Thibault Guernalec (FRA)      | NP                   |
| 13                   | Kévin Ledanois (FRA)          | AB                   |
| 14                   | Luca Mozzato (ITA)            | 83e                  |
| 15                   | Clément Venturini (FRA)       | 4e                   |
| 16                   | Embret Svestad-Bårdseng (NOR) | 82e                  |
| 17                   | Martin Tjøtta (NOR)           | 55e                  |

| Cofidis COF | Cofidis COF           | Cofidis COF |
| ----------- | --------------------- | ----------- |
| Num         | Coureur               | Pos         |
| 21          | Axel Zingle (FRA)     | 2e          |
| 22          | Bryan Coquard (FRA)   | 79e         |
| 23          | Gorka Izagirre (ESP)  | 60e         |
| 24          | Jonathan Lastra (ESP) | 30e         |
| 25          | Nolann Mahoudo (FRA)  | 77e         |
| 26          | Axel Mariault (FRA)   | 72e         |
| 27          | Alexis Renard (FRA)   | 107e        |

| Decathlon-AG2R La Mondiale DAT | Decathlon-AG2R La Mondiale DAT | Decathlon-AG2R La Mondiale DAT |
| ------------------------------ | ------------------------------ | ------------------------------ |
| Num                            | Coureur                        | Pos                            |
| 31                             | Benoît Cosnefroy (FRA)         | 1er                            |
| 32                             | Dries De Bondt (BEL)           | 97e                            |
| 33                             | Stan Dewulf (BEL)              | 73e                            |
| 34                             | Valentin Retailleau (FRA)      | 69e                            |
| 35                             | Edvald Boasson Hagen (NOR)     | 68e                            |
| 36                             | Tom Donnenwirth (FRA)          | 78e                            |
| 37                             | Baptiste Veistroffer (FRA)     | 108e                           |

| Team dsm-firmenich PostNL DFP | Team dsm-firmenich PostNL DFP | Team dsm-firmenich PostNL DFP |
| ----------------------------- | ----------------------------- | ----------------------------- |
| Num                           | Coureur                       | Pos                           |
| 41                            | John Degenkolb (GER)          | 86e                           |
| 42                            | Nils Eekhoff (NED)            | AB                            |
| 43                            | Sean Flynn (GBR)              | 88e                           |
| 44                            | Casper van Uden (NED)         | 49e                           |
| 46                            | Axel Källberg (FIN)           | 100e                          |
| 47                            | Benjamin Peatfield (GBR)      | AB                            |

| Groupama-FDJ GFC | Groupama-FDJ GFC        | Groupama-FDJ GFC |
| ---------------- | ----------------------- | ---------------- |
| Num              | Coureur                 | Pos              |
| 51               | Sven Erik Bystrøm (NOR) | 31e              |
| 52               | Eddy Le Huitouze (FRA)  | 102e             |
| 54               | Matthew Walls (GBR)     | 110e             |
| 55               | Samuel Watson (GBR)     | 17e              |
| 56               | Lewis Bower (NZL)       | 19e              |
| 57               | Brieuc Rolland (FRA)    | 48e              |

| Intermarché-Wanty IWA | Intermarché-Wanty IWA | Intermarché-Wanty IWA |
| --------------------- | --------------------- | --------------------- |
| Num                   | Coureur               | Pos                   |
| 61                    | Aklilu Arefayne (ERI) | 92e                   |
| 62                    | Rune Herregodts (BEL) | AB                    |
| 63                    | Gerben Kuypers (BEL)  | 52e                   |
| 64                    | Hugo Page (FRA)       | 64e                   |
| 65                    | Lorenzo Rota (ITA)    | 14e                   |
| 66                    | Kevin Kuhn (SUI)      | 103e                  |

| Bingoal WB BWB | Bingoal WB BWB            | Bingoal WB BWB |
| -------------- | ------------------------- | -------------- |
| Num            | Coureur                   | Pos            |
| 71             | Floris De Tier (BEL)      | 25e            |
| 72             | Johan Meens (BEL)         | 56e            |
| 73             | Luca Van Boven (BEL)      | 6e             |
| 74             | Aaron Van der Beken (BEL) | 59e            |
| 75             | Kenneth Van Rooy (BEL)    | 57e            |
| 76             | Jelle Vermoote (BEL)      | 91e            |
| 77             | Louka Matthys (BEL)       | 38e            |

| Burgos-BH BBH | Burgos-BH BBH         | Burgos-BH BBH |
| ------------- | --------------------- | ------------- |
| Num           | Coureur               | Pos           |
| 81            | Clément Alleno (FRA)  | 39e           |
| 82            | Antonio Angulo (ESP)  | 34e           |
| 83            | Jetse Bol (NED)       | 87e           |
| 84            | Jesús Ezquerra (ESP)  | AB            |
| 85            | Aaron Gate (NZL)      | 20e           |
| 86            | Óscar Pelegrí (ESP)   | 37e           |
| 87            | Rodrigo Álvarez (ESP) | 101e          |

| Caja Rural-Seguros RGA CJR | Caja Rural-Seguros RGA CJR | Caja Rural-Seguros RGA CJR |
| -------------------------- | -------------------------- | -------------------------- |
| Num                        | Coureur                    | Pos                        |
| 91                         | Orluis Aular (VEN) (route) | 16e                        |
| 92                         | Fernando Barceló (ESP)     | 15e                        |
| 93                         | David González López (ESP) | 10e                        |
| 94                         | Joseba López (ESP)         | 62e                        |
| 95                         | Eduard Prades (ESP)        | 13e                        |
| 96                         | Jaume Guardeño (ESP)       | 33e                        |
| 97                         | Gorka Sorarrain (ESP)      | 18e                        |

| Equipo Kern Pharma EKP | Equipo Kern Pharma EKP   | Equipo Kern Pharma EKP |
| ---------------------- | ------------------------ | ---------------------- |
| Num                    | Coureur                  | Pos                    |
| 101                    | Francisco Galván (ESP)   | 23e                    |
| 102                    | Urko Berrade (ESP)       | 51e                    |
| 103                    | Mikel Retegi (ESP)       | 32e                    |
| 104                    | Danny van der Tuuk (POL) | 93e                    |
| 105                    | Martí Márquez (ESP)      | 61e                    |
| 106                    | Álex Jaime (ESP)         | 58e                    |
| 107                    | Hugo Aznar (ESP)         | 115e                   |

| Euskaltel-Euskadi EUS | Euskaltel-Euskadi EUS   | Euskaltel-Euskadi EUS |
| --------------------- | ----------------------- | --------------------- |
| Num                   | Coureur                 | Pos                   |
| 111                   | Xabier Berasategi (ESP) | 9e                    |
| 112                   | James Fouché (NZL)      | 90e                   |
| 113                   | Iker Mintegi (ESP)      | 94e                   |
| 114                   | Xavier Cañellas (ESP)   | 28e                   |
| 115                   | Xabier Isasa (ESP)      | 43e                   |
| 116                   | Iker Bonillo (ESP)      | AB                    |
| 117                   | Nicolás Alustiza (ESP)  | 111e                  |

| Q36.5 Pro Cycling Team Q36 | Q36.5 Pro Cycling Team Q36 | Q36.5 Pro Cycling Team Q36 |
| -------------------------- | -------------------------- | -------------------------- |
| Num                        | Coureur                    | Pos                        |
| 121                        | Negasi Abreha (ETH)        | 106e                       |
| 122                        | Marcel Camprubí (ESP)      | 42e                        |
| 123                        | Fabio Christen (SUI)       | 24e                        |
| 124                        | Alessandro Fancellu (ITA)  | 40e                        |
| 125                        | Frederik Frison (BEL)      | AB                         |
| 126                        | Cyrus Monk (AUS)           | 66e                        |
| 127                        | Travis Stedman (RSA)       | 54e                        |

| TotalEnergies TEN | TotalEnergies TEN       | TotalEnergies TEN |
| ----------------- | ----------------------- | ----------------- |
| Num               | Coureur                 | Pos               |
| 131               | Lorrenzo Manzin (FRA)   | 80e               |
| 132               | Sandy Dujardin (FRA)    | 65e               |
| 133               | Valentin Ferron (FRA)   | 11e               |
| 134               | Thomas Gachignard (FRA) | 26e               |
| 135               | Julien Simon (FRA)      | 85e               |
| 136               | Baptiste Vadic (FRA)    | 84e               |
| 137               | Mattéo Vercher (FRA)    | 21e               |

| Uno-X Mobility UXM | Uno-X Mobility UXM             | Uno-X Mobility UXM |
| ------------------ | ------------------------------ | ------------------ |
| Num                | Coureur                        | Pos                |
| 141                | Jonas Abrahamsen (NOR)         | 74e                |
| 142                | Fredrik Dversnes (NOR) (route) | 5e                 |
| 143                | William Blume Levy (DEN)       | 70e                |
| 144                | Odd Christian Eiking (NOR)     | 8e                 |
| 145                | Markus Hoelgaard (NOR)         | 67e                |
| 146                | Erik Nordsæter Resell (NOR)    | 104e               |
| 147                | Rasmus Tiller (NOR)            | 29e                |

| CIC U Nantes Atlantique UCN | CIC U Nantes Atlantique UCN | CIC U Nantes Atlantique UCN |
| --------------------------- | --------------------------- | --------------------------- |
| Num                         | Coureur                     | Pos                         |
| 151                         | Clément Braz Afonso (FRA)   | 12e                         |
| 152                         | Jon Rye-Johnsen (NOR)       | AB                          |
| 153                         | Maël Guégan (FRA)           | 96e                         |
| 154                         | Artus Jaladeau (FRA)        | 46e                         |
| 155                         | Matisse Julien (CAN)        | 109e                        |
| 156                         | Robin Plamondon (CAN)       | 45e                         |
| 157                         | Antoine Hue (FRA)           | 50e                         |

| Nice Métropole Côte d'Azur NMC | Nice Métropole Côte d'Azur NMC | Nice Métropole Côte d'Azur NMC |
| ------------------------------ | ------------------------------ | ------------------------------ |
| Num                            | Coureur                        | Pos                            |
| 161                            | Jean-Louis Le Ny (FRA)         | 98e                            |
| 162                            | Paul Hennequin (FRA)           | AB                             |
| 163                            | Alexander Konijn (NED)         | AB                             |
| 164                            | Damien Girard (FRA)            | 47e                            |
| 165                            | Jonathan Couanon (FRA)         | 95e                            |
| 166                            | Axel Narbonne-Zuccarelli (FRA) | 99e                            |
| 167                            | Alexandre Léonien (FRA)        | AB                             |

| Saint Michel-Mavic-Auber 93 AUB | Saint Michel-Mavic-Auber 93 AUB | Saint Michel-Mavic-Auber 93 AUB |
| ------------------------------- | ------------------------------- | ------------------------------- |
| Num                             | Coureur                         | Pos                             |
| 171                             | Alexandre Delettre (FRA)        | 22e                             |
| 172                             | Jérémy Cabot (FRA)              | AB                              |
| 173                             | Romain Cardis (FRA)             | 116e                            |
| 174                             | Théo Delacroix (FRA)            | 89e                             |
| 175                             | Joris Delbove (FRA)             | 27e                             |
| 176                             | Nicolas Breuillard (FRA)        | 41e                             |
| 177                             | Morne van Niekerk (RSA)         | AB                              |

| Van Rysel-Roubaix VRR | Van Rysel-Roubaix VRR     | Van Rysel-Roubaix VRR |
| --------------------- | ------------------------- | --------------------- |
| Num                   | Coureur                   | Pos                   |
| 181                   | Samuel Leroux (FRA)       | 63e                   |
| 182                   | Rémi Capron (FRA)         | 35e                   |
| 183                   | Célestin Guillon (FRA)    | 75e                   |
| 184                   | Maxime Jarnet (FRA)       | 76e                   |
| 185                   | Maximilien Juillard (FRA) | 81e                   |
| 186                   | Emmanuel Morin (FRA)      | 44e                   |
| 187                   | Kenny Molly (BEL)         | 36e                   |

| Lotto Dstny LTD | Lotto Dstny LTD          | Lotto Dstny LTD |
| --------------- | ------------------------ | --------------- |
| Num             | Coureur                  | Pos             |
| 1               | Arnaud De Lie (BEL)      | 3e              |
| 2               | Jasper De Buyst (BEL)    | 112e            |
| 3               | Sébastien Grignard (BEL) | 105e            |
| 4               | Alec Segaert (BEL)       | 113e            |
| 5               | Liam Slock (BEL)         | 53e             |
| 6               | Lionel Taminiaux (BEL)   | 114e            |
| 7               | Brent Van Moer (BEL)     | 71e             |

| Arkéa-B&B Hotels ARK | Arkéa-B&B Hotels ARK          | Arkéa-B&B Hotels ARK |
| -------------------- | ----------------------------- | -------------------- |
| Num                  | Coureur                       | Pos                  |
| 11                   | Vincenzo Albanese (ITA)       | 7e                   |
| 12                   | Thibault Guernalec (FRA)      | NP                   |
| 13                   | Kévin Ledanois (FRA)          | AB                   |
| 14                   | Luca Mozzato (ITA)            | 83e                  |
| 15                   | Clément Venturini (FRA)       | 4e                   |
| 16                   | Embret Svestad-Bårdseng (NOR) | 82e                  |
| 17                   | Martin Tjøtta (NOR)           | 55e                  |

| Cofidis COF | Cofidis COF           | Cofidis COF |
| ----------- | --------------------- | ----------- |
| Num         | Coureur               | Pos         |
| 21          | Axel Zingle (FRA)     | 2e          |
| 22          | Bryan Coquard (FRA)   | 79e         |
| 23          | Gorka Izagirre (ESP)  | 60e         |
| 24          | Jonathan Lastra (ESP) | 30e         |
| 25          | Nolann Mahoudo (FRA)  | 77e         |
| 26          | Axel Mariault (FRA)   | 72e         |
| 27          | Alexis Renard (FRA)   | 107e        |

| Decathlon-AG2R La Mondiale DAT | Decathlon-AG2R La Mondiale DAT | Decathlon-AG2R La Mondiale DAT |
| ------------------------------ | ------------------------------ | ------------------------------ |
| Num                            | Coureur                        | Pos                            |
| 31                             | Benoît Cosnefroy (FRA)         | 1er                            |
| 32                             | Dries De Bondt (BEL)           | 97e                            |
| 33                             | Stan Dewulf (BEL)              | 73e                            |
| 34                             | Valentin Retailleau (FRA)      | 69e                            |
| 35                             | Edvald Boasson Hagen (NOR)     | 68e                            |
| 36                             | Tom Donnenwirth (FRA)          | 78e                            |
| 37                             | Baptiste Veistroffer (FRA)     | 108e                           |

| Team dsm-firmenich PostNL DFP | Team dsm-firmenich PostNL DFP | Team dsm-firmenich PostNL DFP |
| ----------------------------- | ----------------------------- | ----------------------------- |
| Num                           | Coureur                       | Pos                           |
| 41                            | John Degenkolb (GER)          | 86e                           |
| 42                            | Nils Eekhoff (NED)            | AB                            |
| 43                            | Sean Flynn (GBR)              | 88e                           |
| 44                            | Casper van Uden (NED)         | 49e                           |
| 46                            | Axel Källberg (FIN)           | 100e                          |
| 47                            | Benjamin Peatfield (GBR)      | AB                            |

| Groupama-FDJ GFC | Groupama-FDJ GFC        | Groupama-FDJ GFC |
| ---------------- | ----------------------- | ---------------- |
| Num              | Coureur                 | Pos              |
| 51               | Sven Erik Bystrøm (NOR) | 31e              |
| 52               | Eddy Le Huitouze (FRA)  | 102e             |
| 54               | Matthew Walls (GBR)     | 110e             |
| 55               | Samuel Watson (GBR)     | 17e              |
| 56               | Lewis Bower (NZL)       | 19e              |
| 57               | Brieuc Rolland (FRA)    | 48e              |

| Intermarché-Wanty IWA | Intermarché-Wanty IWA | Intermarché-Wanty IWA |
| --------------------- | --------------------- | --------------------- |
| Num                   | Coureur               | Pos                   |
| 61                    | Aklilu Arefayne (ERI) | 92e                   |
| 62                    | Rune Herregodts (BEL) | AB                    |
| 63                    | Gerben Kuypers (BEL)  | 52e                   |
| 64                    | Hugo Page (FRA)       | 64e                   |
| 65                    | Lorenzo Rota (ITA)    | 14e                   |
| 66                    | Kevin Kuhn (SUI)      | 103e                  |

| Bingoal WB BWB | Bingoal WB BWB            | Bingoal WB BWB |
| -------------- | ------------------------- | -------------- |
| Num            | Coureur                   | Pos            |
| 71             | Floris De Tier (BEL)      | 25e            |
| 72             | Johan Meens (BEL)         | 56e            |
| 73             | Luca Van Boven (BEL)      | 6e             |
| 74             | Aaron Van der Beken (BEL) | 59e            |
| 75             | Kenneth Van Rooy (BEL)    | 57e            |
| 76             | Jelle Vermoote (BEL)      | 91e            |
| 77             | Louka Matthys (BEL)       | 38e            |

| Burgos-BH BBH | Burgos-BH BBH         | Burgos-BH BBH |
| ------------- | --------------------- | ------------- |
| Num           | Coureur               | Pos           |
| 81            | Clément Alleno (FRA)  | 39e           |
| 82            | Antonio Angulo (ESP)  | 34e           |
| 83            | Jetse Bol (NED)       | 87e           |
| 84            | Jesús Ezquerra (ESP)  | AB            |
| 85            | Aaron Gate (NZL)      | 20e           |
| 86            | Óscar Pelegrí (ESP)   | 37e           |
| 87            | Rodrigo Álvarez (ESP) | 101e          |

| Caja Rural-Seguros RGA CJR | Caja Rural-Seguros RGA CJR | Caja Rural-Seguros RGA CJR |
| -------------------------- | -------------------------- | -------------------------- |
| Num                        | Coureur                    | Pos                        |
| 91                         | Orluis Aular (VEN) (route) | 16e                        |
| 92                         | Fernando Barceló (ESP)     | 15e                        |
| 93                         | David González López (ESP) | 10e                        |
| 94                         | Joseba López (ESP)         | 62e                        |
| 95                         | Eduard Prades (ESP)        | 13e                        |
| 96                         | Jaume Guardeño (ESP)       | 33e                        |
| 97                         | Gorka Sorarrain (ESP)      | 18e                        |

| Equipo Kern Pharma EKP | Equipo Kern Pharma EKP   | Equipo Kern Pharma EKP |
| ---------------------- | ------------------------ | ---------------------- |
| Num                    | Coureur                  | Pos                    |
| 101                    | Francisco Galván (ESP)   | 23e                    |
| 102                    | Urko Berrade (ESP)       | 51e                    |
| 103                    | Mikel Retegi (ESP)       | 32e                    |
| 104                    | Danny van der Tuuk (POL) | 93e                    |
| 105                    | Martí Márquez (ESP)      | 61e                    |
| 106                    | Álex Jaime (ESP)         | 58e                    |
| 107                    | Hugo Aznar (ESP)         | 115e                   |

| Euskaltel-Euskadi EUS | Euskaltel-Euskadi EUS   | Euskaltel-Euskadi EUS |
| --------------------- | ----------------------- | --------------------- |
| Num                   | Coureur                 | Pos                   |
| 111                   | Xabier Berasategi (ESP) | 9e                    |
| 112                   | James Fouché (NZL)      | 90e                   |
| 113                   | Iker Mintegi (ESP)      | 94e                   |
| 114                   | Xavier Cañellas (ESP)   | 28e                   |
| 115                   | Xabier Isasa (ESP)      | 43e                   |
| 116                   | Iker Bonillo (ESP)      | AB                    |
| 117                   | Nicolás Alustiza (ESP)  | 111e                  |

| Q36.5 Pro Cycling Team Q36 | Q36.5 Pro Cycling Team Q36 | Q36.5 Pro Cycling Team Q36 |
| -------------------------- | -------------------------- | -------------------------- |
| Num                        | Coureur                    | Pos                        |
| 121                        | Negasi Abreha (ETH)        | 106e                       |
| 122                        | Marcel Camprubí (ESP)      | 42e                        |
| 123                        | Fabio Christen (SUI)       | 24e                        |
| 124                        | Alessandro Fancellu (ITA)  | 40e                        |
| 125                        | Frederik Frison (BEL)      | AB                         |
| 126                        | Cyrus Monk (AUS)           | 66e                        |
| 127                        | Travis Stedman (RSA)       | 54e                        |

| TotalEnergies TEN | TotalEnergies TEN       | TotalEnergies TEN |
| ----------------- | ----------------------- | ----------------- |
| Num               | Coureur                 | Pos               |
| 131               | Lorrenzo Manzin (FRA)   | 80e               |
| 132               | Sandy Dujardin (FRA)    | 65e               |
| 133               | Valentin Ferron (FRA)   | 11e               |
| 134               | Thomas Gachignard (FRA) | 26e               |
| 135               | Julien Simon (FRA)      | 85e               |
| 136               | Baptiste Vadic (FRA)    | 84e               |
| 137               | Mattéo Vercher (FRA)    | 21e               |

| Uno-X Mobility UXM | Uno-X Mobility UXM             | Uno-X Mobility UXM |
| ------------------ | ------------------------------ | ------------------ |
| Num                | Coureur                        | Pos                |
| 141                | Jonas Abrahamsen (NOR)         | 74e                |
| 142                | Fredrik Dversnes (NOR) (route) | 5e                 |
| 143                | William Blume Levy (DEN)       | 70e                |
| 144                | Odd Christian Eiking (NOR)     | 8e                 |
| 145                | Markus Hoelgaard (NOR)         | 67e                |
| 146                | Erik Nordsæter Resell (NOR)    | 104e               |
| 147                | Rasmus Tiller (NOR)            | 29e                |

| CIC U Nantes Atlantique UCN | CIC U Nantes Atlantique UCN | CIC U Nantes Atlantique UCN |
| --------------------------- | --------------------------- | --------------------------- |
| Num                         | Coureur                     | Pos                         |
| 151                         | Clément Braz Afonso (FRA)   | 12e                         |
| 152                         | Jon Rye-Johnsen (NOR)       | AB                          |
| 153                         | Maël Guégan (FRA)           | 96e                         |
| 154                         | Artus Jaladeau (FRA)        | 46e                         |
| 155                         | Matisse Julien (CAN)        | 109e                        |
| 156                         | Robin Plamondon (CAN)       | 45e                         |
| 157                         | Antoine Hue (FRA)           | 50e                         |

| Nice Métropole Côte d'Azur NMC | Nice Métropole Côte d'Azur NMC | Nice Métropole Côte d'Azur NMC |
| ------------------------------ | ------------------------------ | ------------------------------ |
| Num                            | Coureur                        | Pos                            |
| 161                            | Jean-Louis Le Ny (FRA)         | 98e                            |
| 162                            | Paul Hennequin (FRA)           | AB                             |
| 163                            | Alexander Konijn (NED)         | AB                             |
| 164                            | Damien Girard (FRA)            | 47e                            |
| 165                            | Jonathan Couanon (FRA)         | 95e                            |
| 166                            | Axel Narbonne-Zuccarelli (FRA) | 99e                            |
| 167                            | Alexandre Léonien (FRA)        | AB                             |

| Saint Michel-Mavic-Auber 93 AUB | Saint Michel-Mavic-Auber 93 AUB | Saint Michel-Mavic-Auber 93 AUB |
| ------------------------------- | ------------------------------- | ------------------------------- |
| Num                             | Coureur                         | Pos                             |
| 171                             | Alexandre Delettre (FRA)        | 22e                             |
| 172                             | Jérémy Cabot (FRA)              | AB                              |
| 173                             | Romain Cardis (FRA)             | 116e                            |
| 174                             | Théo Delacroix (FRA)            | 89e                             |
| 175                             | Joris Delbove (FRA)             | 27e                             |
| 176                             | Nicolas Breuillard (FRA)        | 41e                             |
| 177                             | Morne van Niekerk (RSA)         | AB                              |

| Van Rysel-Roubaix VRR | Van Rysel-Roubaix VRR     | Van Rysel-Roubaix VRR |
| --------------------- | ------------------------- | --------------------- |
| Num                   | Coureur                   | Pos                   |
| 181                   | Samuel Leroux (FRA)       | 63e                   |
| 182                   | Rémi Capron (FRA)         | 35e                   |
| 183                   | Célestin Guillon (FRA)    | 75e                   |
| 184                   | Maxime Jarnet (FRA)       | 76e                   |
| 185                   | Maximilien Juillard (FRA) | 81e                   |
| 186                   | Emmanuel Morin (FRA)      | 44e                   |
| 187                   | Kenny Molly (BEL)         | 36e                   |